# 有村壮央
有村 壮央（ありむら もりひさ、1980年 - ）は、日本の企業経営者。株式会社焼肉ライクの代表取締役社長を務める。

## 来歴
1980年、京都府出身。立教大学中退後、一六堂で1年間飲食業の修業を積む。2004年7月に独立。有限会社アントレストを立ち上げ、虎ノ門に居酒屋「さくらさく」を開店。2005年11月に、神楽坂に「つみき」、2006年2月には新宿に「いちりん」を開店させた。その後、牛角創業者の西山知義の私塾「西山塾」で経営を学ぶ。西山から新たな焼肉事業に誘われ、アントレストを共同経営者に譲り、2018年1月にダイニングイノベーションの焼肉ライク事業部に就任した。2019年4月には、ダイニングイノベーションから焼肉ライク事業が独立し、有村は株式会社焼肉ライクの代表取締役社長に就任した。